# أنا أعطيها عام
أنا أعطيها عام (بالإنجليزية: I Give It a Year)‏ هو فيلم كوميدي تم إنتاجه في المملكة المتحدة وصدر في سنة 2013.

## بطولة
- روز بيرن
- آنا فاريس
- سايمون بيكر

## الميزانية والإيرادات
حقق أرباحا تقدر بـ 28,232,514 دولار.

## وصلات خارجية
- أنا أعطيها عام على موقع IMDb (الإنجليزية)
- أنا أعطيها عام على موقع ميتاكريتيك (الإنجليزية)
- أنا أعطيها عام على موقع روتن توميتوز (الإنجليزية)
- أنا أعطيها عام على موقع نتفليكس (الإنجليزية)
- أنا أعطيها عام على موقع قاعدة بيانات الأفلام العربية
- أنا أعطيها عام على موقع ألو سيني (الفرنسية)
- أنا أعطيها عام على موقع Turner Classic Movies (الإنجليزية)
- أنا أعطيها عام على موقع أول موفي (الإنجليزية)
- أنا أعطيها عام على موقع بوكس أوفيس موجو (الإنجليزية)
- أنا أعطيها عام على موقع فيلمافينيتي (الإسبانية)

1. ↑  وصلة مرجع: http://nmhh.hu/dokumentum/198182/terjesztett_filmalkotasok_art_filmek_nyilvantartasa.xlsx.
2. ↑  "معلومات عن أنا أعطيها عام على موقع netflix.com". netflix.com. مؤرشف من الأصل في 2020-05-14.
3. ↑  "معلومات عن أنا أعطيها عام على موقع allocine.fr". allocine.fr. مؤرشف من الأصل في 2019-04-14.
4. ↑  "معلومات عن أنا أعطيها عام على موقع cineplex.de". cineplex.de. مؤرشف من الأصل في 2019-12-09. {{استشهاد ويب}}: |archive-date= / |archive-url= timestamp mismatch (مساعدة)